# Іш-Чел

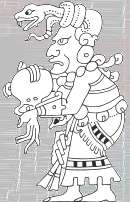
Іш-Чел у Дрезденському кодесі.

Іш-Чель («веселка») — у міфології мая Богиня Землі та Місяця, покровителька медицини, родючості, жіночих пологів, ткацтва та іншого жіночого рукоділля.
Її спочатку часто зображали як молоду напівоголену жінку з кроликом на колінах, в оточенні місячного світла. Пізніше її образ трансформувався і її зображали у спідниці зі схрещеними кістками з клубком змій у волоссі або зі зміями як головним убором. При цьому з молодої красуні Іш-Чел перетворилася на досить стару жінку з рисами ягуара. Вона мала за помічника небесного змія, який, як вірили мая, ніс всі води небес у своєму животі.
Богиня Іш-Чел була дружиною верховного бога мая — Іцамна, але їй приписувалися любовні стосунки і з іншими божествами пантеону. Жінки племені поклонялися і шанували Іш-Чел. Богині Іш-Чел приносили в жертву немовлят і красивих дівчат. Оскільки Іш-Чел протегувала ткацтву, її часто зображували за кроснами з ткацьким човником у руці. Вважалося, що Іш-Чел ткала нитку життя. У пізній період розвитку цивілізації мая Іш-Чел була володаркою повеней та ураганних вітрів.
Острів Косумель, розташований на відстані 20 кілометрів від півострова Юкатан, був популярним місцем паломництва в честь богині Іш-Чел. Популярним було також святилище Іш-Чел у Ісамалі.